# Raión de Bohuslav
Bohuslav (en ucraniano: Богуславський район) es un raión o distrito de Ucrania en el óblast de Kiev. 
Comprende una superficie de 772 km².
La capital es la ciudad de Bohuslav.

## Demografía
Según estimación 2010 contaba con una población total de 40575 habitantes.

## Otros datos
El código KOATUU es 3220600000. El código postal 09700 y el prefijo telefónico +380 4461.